# Forças de Operações Especiais (Ucrânia)

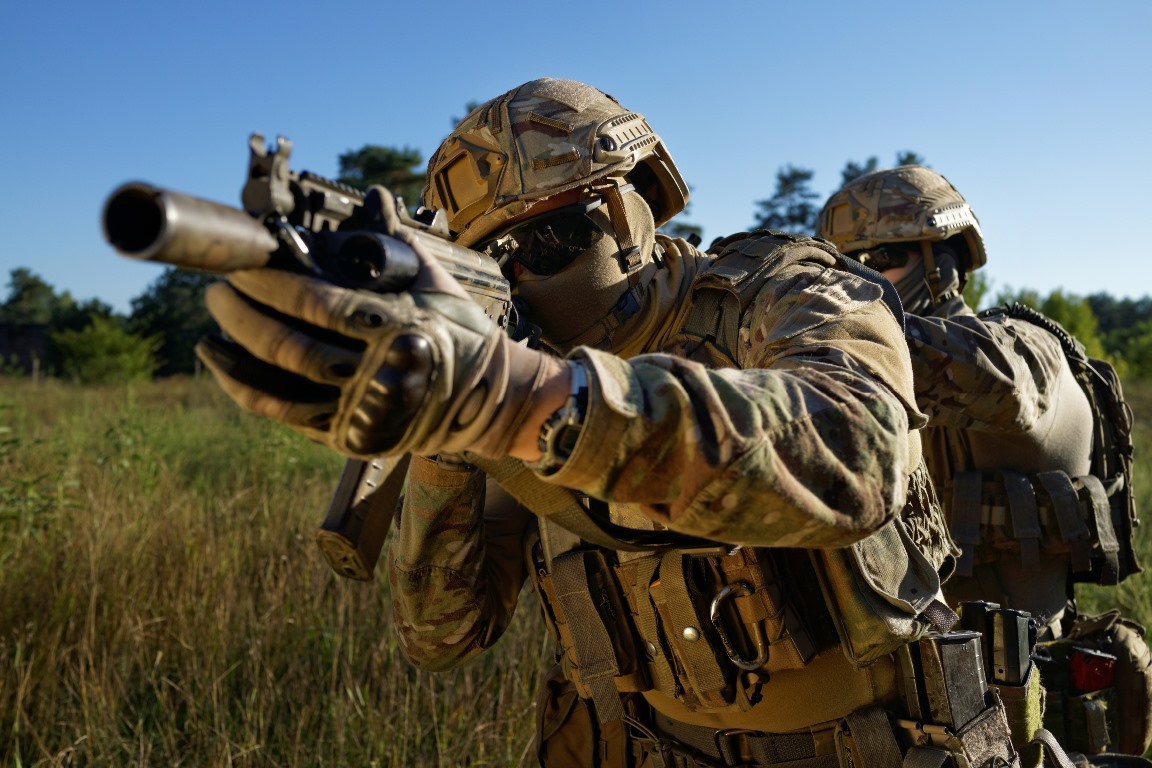
Um soldado das forças especiais ucraninanas armado com um AKS-74U.

As Forças de Operações Especiais Ucranianas são um dos cinco braços das forças armadas da Ucrânia focado em operações especiais, ações diretas, infiltração, reconhecimento especial, coleta de informações e guerra psicológica. São um braço independente, separados do Exército Ucraniano ou os outros braços das forças armadas. Foram formados em 2016, em resposta a agressão russa no leste, as forças especiais ucranianas foram treinadas no modelo dos grupos de reação da OTAN. Reorganizando os antigos grupos de forças especiais em um só comando unificado.